# Mikaela Åhlin-Kottulinsky
Mikaela Åhlin-Kottulinsky, född 13 november 1992 i Karlstad, Sverige, är en svensk racerförare. Hon är dotter till racerförarna Susanne Kottulinsky och Jerry Åhlin samt barnbarn till racerföraren Freddy Kottulinsky.
År 2018 vann hon ett STCC-lopp/deltävling som första kvinna i STCC:s historia. Hon satsar alltmer på bland annat elbilsracing och har även ett klimatengagemang. Hon är testförare för däcken Continental som ska användas i den nya Extreme E-serien. Till vardags arbetar hon bland annat med förarutbildningar, som föreläsare och med digital marknadsföring. Hon har tidigare bott i Stockholm men sedan 2019 bor hon i Göteborg.